# Bolli giubileo
I bolli del Giubileo furono annulli speciali tematici in occasione del Grande Giubileo del 2000.

## Storia
Seguendo una tradizione consolidata di oltre un cinquantennio, durante il Grande Giubileo del 2000 le Poste italiane istituirono ventuno chioschi speciali in città e luoghi particolari, dei quali sei situati nel comune di Roma (S.Pietro, S.Giovanni Laterano, S.Maria Maggiore, S.Paolo fuori le mura, Castel Sant'Angelo & Divino Amore). Gli altri vennero collocati in varie città della penisola: Aquileia, Padova centro, Venezia centro, Bologna centro, Rimini, Riccione, Santa Maria degli Angeli (Assisi), Orvieto, Loreto, S.Gabriele dell'Addolorata, S. Giovanni Rotondo, Bari centro, Lecce centro, Monreale, Spoleto. Tutti i chioschi entrati in funzione nell'anno 2000 cessarono di funzionare il 5 gennaio 2001, ad eccezione di quello a S. Pietro in Roma, il quale restò aperto sino al successivo 6 gennaio. I chioschi resero possibile la fruizione di tutti i servizi postali, ad eccezione di quelli relativi al BancoPosta.

## Caratteristiche deiguller
I 21 chioschi vennero dotati di bolli (guller) speciali, fuori misura poiché di diametro 32 mm in luogo degli ordinari 28 mm.
Tali guller erano simili fra loro in quanto riportavano il simbolo del Grande Giubileo (4 colombe in forma di croce e la dicitura in latino del giubileo del 2000), ma differenti per altri particolari. I 4 dei chioschi delle basiliche patriarcali di Roma avevano al loro interno la silhouette della facciata della basilica vicina; alcuni hanno il vecchio marchio di Poste Italiane creato nel 1994 da Francesco Maria Ricci (la cosiddetta "letterina fuggente"), altri il nuovo marchio di poste italiane introdotto nel 2000 e rappresentato dalle lettere "PT"; infine, altri guller non presentavano alcun marchio, bensì riportavano unicamente il nome della località ove il chiosco venne posto.

### Vicende di singoli bolli
- Castel Sant'Angelo: il bollo giubileo del chiosco di castel S.Angelo in Roma è stato poco usato: il chiosco era collocato all'interno del monumento, ma nella parte opposta all'ingresso, rendendo così minima l'affluenza del pubblico, ridotta ai soli visitatori di castel S.angelo e ai rari collezionisti.

- San Pietro: il chiosco di S.Pietro venne collocato in piazza Giovanni XXIII, praticamente all'inizio di via della Conciliazione, al lato opposto della Basilica. Ha funzionato come chiosco il Telebus di Poste italiane n. 1 e gli oggetti postali (cartoline, cartoline postali, biglietti postali, aerogrammi, lettere e raccomandate) lì vidimati sono stati moltissimi.

- S.Maria Maggiore e S.Giovanni in Laterano: il chiosco di S.Maria maggiore venne collocato proprio nella piazza e fu caratterizzata da un'intensa attività: sono perciò molto diffusi gli oggetti postali contraddistinti da questo guller. Il chiosco di S. Giovanni Laterano venne invece collocato nella grande piazza alle spalle della Scala Santa; anch'esso vide un'ampia affluenza di pubblico.

- Chiosco di S. Paolo fuori le mura: il chiosco di S. Paolo venne collocato nel parco Schuster, un po' distante dall'ingresso principale della basilica. Non lavorò tantissimo, forse anche per il fatto che i pellegrini in visita potevano spedire le loro cartoline illustrate direttamente dalla basilica, affrancate con francobolli della città del Vaticano.